# Ministeri de Consum d'Espanya
El Ministeri de Consum és un dels departaments ministerials en els quals s'organitza l'Administració General de l'Estat, el titular del qual és el ministre o la ministra de Consum.
Fou creat l'any 2020 pel president del Govern d'Espanya, Pedro Sánchez, a través del Reial Decret 139/2020, de 28 de gener, pel qual es reestructuren els departaments ministerials.
L'actual titular és Alberto Carlos Garzón Espinosa.

## Estructura orgànica
El Ministeri de Consum s'estructura en els següents òrgans superiors:
- La Secretaria general de Consum i Joc, amb rang de Sotssecretaria.
  - La Direcció general de Consum.
    - La Subdirecció general de Coordinació, Qualitat y Cooperació en Consum.
    - La Subdirecció general de Arbitratge y Drets del Consumidor.

  - La Direcció general d'Ordenació del Joc.
    - La Subdirecció general de Regulació del Joc.
    - La Subdirecció general d'Inspecció del Joc.
- La Subsecretaria de Consum.
  - La Secretaria General Tècnica.

## Llista de ministres
| Legislatura           | Inici               | Finalització | Nom                            | Partit         |
| --------------------- | ------------------- | ------------ | ------------------------------ | -------------- |
| XIV (2019-actualitat) | 13 de gener de 2020 | Actualitat   | Alberto Carlos Garzón Espinosa | Esquerra Unida |